# Te ha tocado
Te ha tocado  fue un concurso de televisión español presentado por Raúl Gómez. Comenzó a emitirse el 4 de julio de 2022. Se trata de la adaptación del programa francés Chacun son tour.

## Equipo

### Presentadores
| Canal      | La 1 |
| Edición    | 1    |
| Año        | 2022 |
| ---------- | ---- |
| Raúl Gómez |      |

## Mecánica
En cada programa, participan treinta concursantes que forman el público, cada uno con un número elegido antes del inicio del programa. Durante el programa, se sacan dos bolas por ronda de un bombo de lotería con las 30 bolas de los concursantes. También hay una bola mágica (de color amarillo) que solo puede salir una vez por programa y si sale, todos los concursantes recibirán un regalo.
En los duelos, los dos concursantes seleccionados, tendrán que responder una serie de preguntas. El que acierte más preguntas, ganará el duelo y podrá jugar al billar japonés. El perdedor deberá volver a su asiento hasta que vuelva a salir su bola.
En el billar japonés cada concursante tendrá tres intentos para meter la bola en alguno de los 14 hoyos, que pueden ser:
- 100 € (2 agujeros)
- 200 € (2 agujeros)
- 300 € (1 agujero)
- 500 € (1 agujero)
- Se Acabó, que conlleva el final del turno (1 agujero)
- Bola Extra, que permite al concursante tener una bola extra en la final si logra llegar (1 agujero)
- Regalo, entre los que hay viajes, experiencias, productos tecnológicos, regalos originales, etc. (6 agujeros)

Esta mecánica se irá repitiendo hasta que suene la alarma (o en su caso mayoritario, en el 5º duelo), tras lo cual el ganador de ese duelo logrará jugar por el bote del programa.  
En la ronda final, para ganar el bote, el concursante deberá meter la bola en el agujero central, en caso contrario, continuará en el siguiente programa. El bote empieza siempre en 1.000 euros y va aumentando, en caso de no ser ganado, en 500 euros por día.

## Los 30 concursantes
Los 30 concursantes que participan durante todo el programa y sus números de concursante son los siguientes:

## Botes entregados
Johana (6): 2500 euros - 7 de julio de 2022
Dani (12): 15000 euros - 18 de agosto de 2022
Alberto (25): 5500 euros - 2 de septiembre de 2022
Olaya (21): 1500 euros - 6 de septiembre de 2022
Abel (14): 2500 euros - 14 de septiembre de 2022
Lucía (25): 1000 euros - 15 de septiembre de 2022
Iratxe (1): 7500 euros - 6 de octubre de 2022
Ascen (30): 1000 euros - 7 de octubre de 2022